# AHAH
AHAH (Asynchronous HTML and HTTP) — это родственный AJAX подход для динамического обновления веб-страниц, используя JavaScript. Основным его отличием от AJAX является то, что ответы сервера должны быть обычным HTML. Преимущество подхода заключается в большей совместимости и функциональности (поддержка навигационных кнопок браузера, аплоад файлов и тп).
Реализуется в виде обычных фреймов, автоматически меняющих свой размер под размер содержимого, или в виде скрытых фреймов, выполняющих только функции загрузки данных.